# Leonel Miguel
Leonel Miguel (Den Haag, 24 maart 2001) is een Nederlands-Angolees voetballer die doorgaans als verdediger speelt. Hij verruilde in 2024 Sporting de Gijón voor TOP Oss.

## Carrière
Miguel begon met voetballen bij VV Zuidhorn, waarna hij werd opgenomen in de jeugdopleiding van FC Groningen. Hij doorliep daar acht jaar lang de jeugdopleiding. Hij debuteerde op 16 mei 2021 in het betaald voetbal voor het eerste van Groningen in de Eredivisie, tegen PEC Zwolle (0-1). Hij begon in de basis en werd na 83 minuten gewisseld voor Bjorn Meijer. Dit was zijn enige wedstrijd voor FC Groningen.
Medio 2021 verkaste Miguel naar FC Emmen. Hij debuteerde in de eerste speelronde tegen Telstar (1-1). Miguel speelde de eerste vijf wedstrijden de hele wedstrijd, maar speelde slechts zeven wedstrijden en zat de rest van het seizoen op de bank.
Medio 2022 verkaste Miguel naar Sporting de Gijón, waar hij vooral speelde bij het tweede team in de Tercera Federación. Hij speelde echter twee keer met het eerste mee in de La Liga 2. Hij debuteerde op 8 april 2023 tegen UD Ibiza (3-1). Een paar weken later speelde hij nog mee tegen SD Ponferradina (1-4). Met het B-team speelde Miguel mee voor promotie naar de Segunda Federación, maar over twee wedstrijden werd er verloren van L'Entregu CF. Miguel kwam in actie in de heenwedstrijd (0-0).
Na twee jaar in Spanje kwam Miguel terug in Nederland bij TOP Oss. Hij debuteerde tegen Excelsior Rotterdam in de eerste speelronde (3-1). Hij kwam in de 81e minuut in de ploeg voor Mart Remans. Miguel ontwikkelde zich snel tot basisspeler.

## Statistieken
| Seizoen                            | Club              | Competitie      | Competitie | Competitie | Beker | Beker | Overig | Overig | Totaal | Totaal |
| Seizoen                            | Club              | Competitie      | Wed.       | Dlp.       | Wed.  | Dlp.  | Wed.   | Dlp.   | Wed.   | Dlp.   |
| ---------------------------------- | ----------------- | --------------- | ---------- | ---------- | ----- | ----- | ------ | ------ | ------ | ------ |
| 2020/21                            | FC Groningen      | Eredivisie      | 1          | 0          | 0     | 0     | 0      | 0      | 1      | 0      |
| 2021/22                            | FC Emmen          | Eerste divisie  | 7          | 0          | 0     | 0     | 0      | 0      | 7      | 0      |
| 2022/23                            | Sporting de Gijón | La Liga 2       | 2          | 0          | 0     | 0     | 0      | 0      | 2      | 0      |
| 2023/24                            | Sporting de Gijón | La Liga 2       | 0          | 0          | 0     | 0     | 0      | 0      | 0      | 0      |
| 2024/25                            | TOP Oss           | Eerste divisie  | 28         | 0          | 1     | 0     | 0      | 0      | 29     | 0      |
| Carrière totaal                    | Carrière totaal   | Carrière totaal | 38         | 0          | 1     | 0     | 0      | 0      | 39     | 0      |
| Bijgewerkt tot en met 5 april 2025 |                   |                 |            |            |       |       |        |        |        |        |

## Erelijst

### FC Emmen
| Nationaal      |    |         |
| Eerste divisie | 1x | 2021/22 |